# Maigrichon et Gras double
Maigrichon et Gras double est une série télévisée québécoise en 78 épisodes de 25 minutes créée par Luan Asslani et diffusée entre le 10 février 1971 et le 21 janvier 1974 à la Télévision de Radio-Canada.

## Distribution[3]
- Daniel Gadouas : Maigrichon
- Claude Michaud : Gras double (Selon les sources, le nom s'écrit également Gras Double ou Gras-Double.)
- Louis Aubert : l'inconnu
- Yvonne Moisan : Célestine
- Véronique O'Leary : Assiana
- Gilles Renaud : le vendeur
- Louis De Santis : Sergent Foudre
- Yvon Thiboutot : Double-Face
- Louise Gamache : Françoise
- André Richard : Fresnard
- Marc Grégoire : Tortue
- Michèle Magny
- Patrick Peuvion
- Monique Rioux

## Fiche technique
- Scénarisation : Luan Asslani et Paul Legault
- Réalisation : Hubert Blais
- Musique : Herbert Ruff
- Société de production : Société Radio-Canada

## Production
Cette série est très différente des autres séries destinées à la jeunesse produites par Radio-Canada puisqu'il s'agit d'un feuilleton[réf. nécessaire].
Après la diffusion originale, la série Maigrichon et Gras double est remplacée par un autre feuilleton intitulé Les Égrégores qui débute le lundi 28 janvier 1974.

## Épisodes
Le premier épisode de la série a débuté le mercredi 10 février 1971, à 16 h 30 et le dernier épisode de la série a été diffusé le lundi 21 janvier 1974 à 16 h 30.
La série a été rediffusée en 1977.
1. Anita réussit à aider le professeur Fresnard à s’échapper de sa cellule. Diffusion: le lundi 8 janvier 1973, à 16:30.
2. Déçu du résultat des hommes automates, le professeur Fresnard demande à Sinistrani de fabriquer un automate-femme. Diffusion: le lundi 15 janvier 1973, à 16:30.
3. Tortue réussie à s’évader de sa cellule et il est surpris par Foudre et Double Face. Françoise est fêtée par Maigrichon, Gras Double et Célestine. Diffusion: le lundi 22 janvier 1973, à 16:30.
4. Le sergent Foudre et Double Face cherchent Tortue partout. Maigrichon et Gras Double s’allient à Fresnard pour retrouver le médaillon. Diffusion: le lundi 29 janvier 1973, à 16:30.
5. Gras Double est seul chez lui et il reçoit la visite d’un vendeur de talismans qui lui prouve les qualités extraordinaires de ses produits. Diffusion: le lundi 19 février 1973, à 16:30.
6. « Les Bâtons de breton ». Diffusion: le vendredi 24 juin 1977, à 16:30.
7. « La Vie de Flamel ». Diffusion: le vendredi 1er juillet 1977, à 16:30.
8. « Les Poids ». Diffusion: le vendredi 8 juillet 1977, à 16:30.
9. « Verruvelue »[4]. Diffusion: le vendredi 15 juillet 1977, à 16:30.
10. « Jeu des mots ». Rediffusion: le vendredi 22 juillet 1977, à 16:30.
11. « Fresnard ». Rediffusion: le vendredi 29 juillet 1977, à 16:30.
12. « Et ses machines ». Rediffusion: le vendredi 5 août 1977, à 16:30.
13. « Recherche des instruments ». Rediffusion: le vendredi 12 août 1977, à 16:30.
14. « Ciceron l’automate ». Rediffusion: le vendredi 19 août 1977, à 16:30.
15. « Sinistrari ». Rediffusion: le vendredi 26 août 1977, à 16:30.
16. « Maître Encause et Anita ». Rediffusion: le vendredi 2 septembre 1977, à 16:30.
17. « Fresnard (femme robot) ». Note : il pourrait s’agir de l’épisode numéro 2. Diffusion: le vendredi 9 septembre 1977, à 16:30.
18. « La Tortue s’évade ». Note : il pourrait s’agit de l’épisode numéro 3. Rediffusion: le vendredi 16 septembre 1977, à 16:30.
19. « Fresnard et la bonté ». Rediffusion: le vendredi 23 septembre 1977, à 16:30.
20. « Fresnard et le professeur Tortue ». Rediffusion: le vendredi 30 septembre 1977, à 16:30.
21. « Maigrichon retrouve son médaillon ». Note : il pourrait s’agir de l’épisode numéro 4. Diffusion: le vendredi 7 octobre 1977, à 16:30.
22. « Le Vendeur de talisman ». Note : il pourrait s’agir de l’épisode numéro 5. Rediffusion: le vendredi 14 octobre 1977, à 16:30.
23. « Nostradamus ». Rediffusion: le vendredi 21 octobre 1977, à 16:30.
24. « La Mandragore ». Rediffusion: le vendredi 28 octobre 1977, à 16:30.
25. « Fresnard utilise le médaillon ». Rediffusion: le vendredi 29 juin 1979, à 16:30.
26. « Maigrichon reprend le médaillon ». Rediffusion: le vendredi 6 juillet 1979, à 16:30.
27. « Passe-muraille ». Rediffusion: le vendredi 20 juillet 1979, à 16:30.
28. « Icnio et merior ». Rediffusion: le vendredi 27 juillet 1979, à 16:30.
29. « Zug et Tog ». Rediffusion: le vendredi 3 août 1979, à 16:30.
30. « Jean le Foin ». Rediffusion: le vendredi 10 août 1979, à 16:30.
31. « La Boule de Fresnard ». Rediffusion: le vendredi 17 août 1979, à 16:30.
32. « Le Professeur Tortue ». Rediffusion: le vendredi 24 août 1979, à 16:30.
33. « L’Inconnu, ami de Tortue ». Rediffusion: le vendredi 31 août 1979, à 16:30.
34. « Le Feu de la vérité ». Rediffusion: le vendredi 7 septembre 1979, à 16:30.
35. « Les Sorciers ». Rediffusion: le vendredi 14 septembre 1979, à 16:30.